# Louis Bas
Pour les articles homonymes, voir Bas.
Louis Bas (né Louis Jean Baptiste Bas le 24 juin 1863 à Paris 3e et décédé le 2 novembre 1944 à Ézy-sur-Eure) est un hautboiste et compositeur français.

## Biographie
Louis Bas est élève dans la classe de Georges Gillet (1854–1920) au conservatoire de Paris et reçoit un premier prix de hautbois en 1885 (2e accessit en 1883, 1er accessit en 1884).
Louis Bas est soliste à l’orchestre de l'Opéra de Paris. Il rejoint la Société des concerts du Conservatoire en 1889 puis il la quitte en 1904. Il joue également comme hautboiste aux Concerts du Châtelet.
Il est décoré comme officier d'Académie en 1892.
Il joue également avec la Société du double quintette de Paris, fondée en 1896 par les meilleurs instrumentistes à vents de l'époque ainsi que dans la Société de musique de chambre pour instruments à vent. 
Il part pour les États-Unis en 1918 pour jouer du cor anglais. 
Dans une démarche à fournir des œuvres aux « instruments peu favorisés », Camille Saint-Saens compose en mai-juin 1921 la sonate pour hautbois et piano en ré majeur, op.  166, qu'il dédie à Louis Bas. Il est également le dédicataire d'œuvres de Philippe Gaubert, Auguste Chapuis, Louis Adolphe Mayeur et de René de Boisdeffre.
Louis Bas joue sur des instruments de la maison Cabart, réputée pour la facture d'instruments à vents (hautbois, basson). Il se marie avec Lucie Léonie Thibouville à Paris le 3 décembre 1889 et devient le gendre de Jean-Baptiste Thibouville-Cabart (1832-1897) et de Rose-Léonie. Il travaille pour l’entreprise de sa belle-famille et occupe le poste de gérant du magasin au 15, boulevard Saint-Martin à Paris. L'association entre Louis Bas et son beau frère Paul-Désiré Thiberville augmentera la renommée de l'entreprise familiale dans la fabrication des instruments à anche double et continuera jusqu'en 1948, année du rachat de l'entreprise par André Lhéridat et Marcel Lefèvre.
Il est l'oncle du flûtiste Georges Laurent (1886-1964), qu'il initie à la musique.

## Distinctions
- Officier d'académie (1892)

## Méthode
- Méthode nouvelle de hautbois théorique et pratique contenant des photographies explicatives, de nombreux exercices, des leçons mélodiques et une description complète de la fabrication des anches (1905)
- Étude de l'orchestre. Recueil de passages difficiles pour le hautbois, extraits des symphonies, ouvertures, opéras, oratorios et autres ouvrages classiques et modernes, revus par Louis Bas (1911)
- Méthode élémentaire de hautbois, à l'usage des écoles et collèges (extraite de sa Méthode) (1913)

## Transcription
- Concerto no 8 en si bémol majeur pour hautbois et orchestre de Georg Friedrich Händel [no 1 des 3 Concertos pour hautbois, cordes et b. c. Craig Bell 5] ; Transcrit pour hautbois et piano par Louis Bas (1913)
- Concerto no 9 en si bémol majeur pour hautbois et orchestre de G.F. Haendel : [Craig Bell 5 no 2] ; Transcrit pour hautbois et piano par Louis Bas (1914)
- Concerto no 10 en sol mineur. Concerto grosso. pour hautbois et orchestre de Georg Friedrich Händel ; Transcrit pour hautbois et piano par Louis Bas (1919)

## Enregistrement
- Quintette pour vents et piano op. 81 (Andante) de Ludwig van Beethoven, Société des Instruments à Vents de Paris (Louis Bas, hautbois), Lucien Wurmser (piano), (Gramophone, db 1640, 78 t, 1928)[7]
- Gavotte du Sextet pour piano & vents de  Ludwig Thuille (1887): Andante, quasi Allegretto, avec le quintette à vent Taffanel: Erwin Schulhoff (p), Louis Bas (htb), Jules Vialet (cor), Edouard Hénon (bas. ), René Le Roy (fl), Achille Gras (cl). Enregistrement The French Accent, (réédition CD, label Oboe Classics,  CC2025, 13 mai 2013)
- Quintette pour piano et vents K. 452, Larghetto, de Mozart avec Société Taffanel des instruments à vent: Louis Bas (htb), Achille Grass (cl), Edouard Hénon (bas.), Jules Vialet (cor), avec Erwin Schulhoff (p) (3 mai 1929, HMV D 1805 mtrx.Cc15152-1)